# Edith Blake
Pour les articles homonymes, voir Blake.
Edith Blake, née le 7 février 1846 à Newtown Anner House et morte le 18 avril 1926 à Myrtle Grove, Youghal (en), est une illustratrice et écrivaine botanique irlandaise. 
Elle est connue pour son travail sur la faune et la flore de pays tels que les Bahamas, la Jamaïque et Ceylan.

## Biographie
Edith Blake est née Edith Bernal Osborne le 7 février 1846 à Newtown Anner House, près de Clonmel dans le comté de Tipperary. Cependant, on trouve souvent 1845 comme date de naissance[réf. nécessaire]. Elle est la fille aînée de Catherine Isabella Osborne et de Ralph Bernal Osborne ; celui-ci a pris le nom de famille de sa femme après leur mariage en 1844. Les Osborne semblent s'être séparés rapidement, le père vivant à Londres et la mère élevant Edith et Grace. Catherine Osbourne est une artiste de talent et elle encourage ses deux filles à se lancer dans des activités artistiques. Des artistes séjournent souvent à Newtown Anner, y compris Thomas Shotter Boys et Alexandre Calame, et il est possible que les sœurs aient reçu un enseignement de leur part. Edith développe un intérêt pour la botanique à cette époque, correspondant au fil des années avec le concepteur du jardin de Newtown Anner, Joseph Paxton. Fanny Currey visite aussi souvent la maison. Les deux collaborant à l’illustration d’enveloppes de 1858 à 1868.
En 1874, elle épouse Henry Arthur Blake, veuf et sous-inspecteur de la police royale irlandaise. Comme ses parents n'approuvent pas le mariage et avaient arrangé un autre mariage pour elle, le couple s'enfuit. Après le mariage, Edith est déshéritée. Ils sont hébergés quelque temps par leurs amis Richard et Harriet Bagwell de Marlfield House. Le couple a ensuite eu deux fils et une fille. Ils s'installent d'abord à Belfast, où Henry est nommé magistrat résident (MR) en 1876 et « RM spécial » pendant la guerre des terres. Lorsqu'il recevait des menaces d'assassinat, Edith voyageait avec lui armée d'une arme à feu. Malgré le travail de son mari, Edith est sensible au nationalisme romantique et devint amie avec Anna Parnell.

### Illustration et écriture
Blake visite l'Europe en 1872 : l'Autriche, l'Allemagne, l'Italie, la Sicile, la Grèce et la Turquie. Au cours de ces visites, elle fait des croquis de l'architecture, de l'art et de la culture locale qu'elle publie dans son premier livre Twelve months in southern Europe (1876). La deuxième publication de Blake est The realities of Freemasonry en 1879. Le mari de Blake reçoit son premier engagement dans le service colonial britannique en 1884, en tant que gouverneur des Bahamas de 1884 à 1887, puis de Terre-Neuve de 1887 à 1888, de la Jamaïque de 1889 à 1897, de Hong Kong de 1898 à 1903 et à Ceylan de 1903 à 1907. Blake l'accompagne et se consacre à la botanique et à la peinture. Elle étudie la flore et la faune locales à l'aquarelle, qu'elle peint directement dans la nature. Celles-ci ont été exposées au musée des sciences et des arts de Dublin en 1894. 196 de ses études sur les stades de la vie des lépidoptères jamaïcains se trouvent à la bibliothèque d'entomologie du Natural History Museum, à Londres, et d'autres travaux sont conservés au National Botanic Gardens à Dublin. Il est dit qu’aux Bahamas, elle a été peinte avec un serpent domestique enroulé autour de sa taille.
Blake a produit des paysages et peint l’inauguration du chemin de fer Newfoundland Placentia de 1888. Elle a collaboré à de nombreuses revues scientifiques anglaises et américaines et a participé activement au développement des pays dans lesquels le couple vivait. Le Musée national des Amérindiens à New York conserve sa collection de plus de 100 objets provenant des Bahamas. Elle était une linguiste accomplie et parlait 9 langues, dont l'irlandais, le russe et le chinois. Les trois enfants du couple ont été peints par Winslow Homer en costume arabe. En 1907, Blake ouvre un couvent bouddhiste nommé en son honneur au Sri Lanka.

### Fin de vie
À la retraite de Henry en 1907, les Blake rentrent en Irlande. Ils s'installent à Myrtle Grove, Youghal (en) dans le comté de Cork, où de nombreux carnets de croquis de Blake sont toujours conservés. L'escalier est décoré avec ses illustrations botaniques. En tant que Lady Blake, elle a publié trois pièces : Samhain's eve, The quest of Edain et The swan, toutes adaptées de la mythologie irlandaise. Après la mort de son mari en 1918, Blake vit presque recluse et porte toujours ses habits de veuve, mais elle continue à peindre. Elle meurt à Myrtle Grove le 18 avril 1926. Le couple est enterré dans le jardin de la maison.
Sa collection au Natural History Museum à Londres est conservée depuis 1984 et est connu pour sa valeur scientifique.